# Estación de Algimia-Ciudad
Algimia-Ciudad, o simplemente Algimia, es un apeadero ferroviario situado en el municipio español de Algimia de Alfara en la provincia de Valencia, Comunidad Valenciana. Forma parte de la línea C-5 de Cercanías Valencia.

## Situación ferroviaria
Está situada en el punto kilométrico 255,0 de la línea férrea de ancho ibérico Zaragoza-Sagunto, a 185,40 metros de altitud. El kilometraje se corresponde con el histórico trazado entre Calatayud y Valencia, tomando la primera como punto de partida. El tramo es de vía única y está sin electrificar.

## La estación
No forma parte de las estaciones originales puestas en funcionamiento por la Compañía del Ferrocarril Central de Aragón, ya que su construcción es mucho más reciente. Sí existía inicialmente la estación de Algimia de Alfara-Torres Torres ubicada a algo menos de un kilómetro, que sería cerrada y sustituida por este apeadero más cercano al núcleo urbano. Sus infraestructuras se limitan a una marquesina metálica con zona de asiento y paneles informativos y a un andén lateral flotante al que accede la vía principal.

## Servicios ferroviarios

### Cercanías
Forma parte de la línea C-5 de Cercanías Valencia. La frecuencia media es de tres trenes diarios. De los tres trenes sentido Sagunto, uno continúa hasta Valencia-Norte.
| procedencia/destino | < estación        | Línea | estación > | destino/procedencia |
| ------------------- | ----------------- | ----- | ---------- | ------------------- |
| Valencia-Norte      | Estivella-Albalat |       | Soneja     | Caudiel             |